# Salix tenuijulis
Salix tenuijulis är en videväxtart som beskrevs av Carl Friedrich von Ledebour. Salix tenuijulis ingår i släktet viden, och familjen videväxter. Inga underarter finns listade i Catalogue of Life.